# Gabinet Numizmatyczny Mennicy Polskiej
Gabinet Numizmatyczny Mennicy Polskiej – muzeum, które znajdowało się na warszawskiej Woli przy ul. Waliców 11.  Zamknięte w 2017 roku.

## Zbiory
Gabinet Numizmatyczny został utworzony w 1928 (według innych źródeł – w 1924).
Większość zbiorów została utracona podczas II wojny światowej. Placówka zgromadziła ponad 70 tys. eksponatów, głównie monet (obiegowych i kolekcjonerskich), orderów i medali, ale też narzędzia wykorzystywane do produkcji wyrobów menniczych oraz książki. Wśród nich były przedmioty wytwarzane przez Mennicę Polską od czasów Stanisława Augusta Poniatowskiego i założonej przez niego w 1766 Mennicy Warszawskiej.
Zbiory Gabinetu Numizmatycznego były prezentowane w jednym z pomieszczeń znajdujących się na wysokim parterze należącego do Mennicy Polskiej biurowca Aurum przy ul. Waliców 11. W kwietniu 2017 zostało zamknięte do odwołania.